# Бексли (избирательный округ)
Бе́ксли (англ. Bexley) — бывший одномандатный избирательный округ палаты общин парламента Великобритании, существовавший с 1945 по 1975 годы. Избирательный округ был расположен в одноимённом районе Бексли на юго-востоке Лондона.

## История
Округ был создан в преддверии всеобщих выборов 1945 года из частей округов Чизлхерст и Дартфорд и упразднён на всеобщих выборах 1974 года. Округ был заменён двумя новыми избирательными округами: Бекслихит и Сидкап. Границы округа совпадали с границами муниципального боро Бексли.
Когда избирательный округ был упразднён, член парламента, тогдашний премьер-министр, консерватор Эдвард Хит, в 1974 году принял участие в выборах в новом избирательном округе Сидкап и победил. Он представлял новый округ Олд-Бексли и Сидкап с 1983 года до выхода на пенсию в 2001 году, пробыв членом парламента 50 лет.

## Члены парламента
Источник: .
| Выборы       | Выборы        | Депутат                                               | Партия                                                | Примечание |
| ------------ | ------------- | ----------------------------------------------------- | ----------------------------------------------------- | --- |
|              | 1945          | Дженни Адамсон                                        | Лейбористская                                         | Ранее член парламента от Дартфорда с 1937 года; подала в отставку в 1946 году.                                               |
|              | Бексли (1946) | Эшли Брамолл                                          | Лейбористская                                         | |
|              | 1950          | Эдвард Хит                                            | Консервативная                                        | Лидер Консервативной партии с 1965 по 1975 годы; Премьер-министр с 1970 по 1974 годы; впоследствии депутат от округа Сидкап. |
| Февраль 1974 | Февраль 1974  | избирательный округ упразднён: см. Бекслихит и Сидкап | избирательный округ упразднён: см. Бекслихит и Сидкап | избирательный округ упразднён: см. Бекслихит и Сидкап                                                                        |

## Результаты выборов

### Выборы 1940-х годов
Источник: .
| Парламентские выборы 1945: Бексли | Парламентские выборы 1945: Бексли | Парламентские выборы 1945: Бексли | Парламентские выборы 1945: Бексли | Парламентские выборы 1945: Бексли | Парламентские выборы 1945: Бексли |
| Партия                            | Партия                            | Кандидат                          | Голоса                            | %                                 | ±%                                |
| --------------------------------- | --------------------------------- | --------------------------------- | --------------------------------- | --------------------------------- | --------------------------------- |
|                                   | Лейбористская                     | Дженни Адамсон                    | 24 686                            | 56,93                             |                                   |
|                                   | Консервативная                    | Джон Локвуд                       | 12 923                            | 29,8                              |                                   |
|                                   | Либеральная                       | Уорд Смит                         | 5750                              | 13,26                             |                                   |
| Большинство                       | Большинство                       | Большинство                       | 11 763                            | 27,13                             |                                   |
| Явка                              | Явка                              | Явка                              | 43 359                            | 76,65                             |                                   |
|                                   | Либеральная победа (новое место)  |                                   |                                   |                                   |                                   |

| Бексли (1946) | Бексли (1946)             | Бексли (1946)             | Бексли (1946) | Бексли (1946) | Бексли (1946) |
| Партия        | Партия                    | Кандидат                  | Голоса        | %             | ±%            |
| ------------- | ------------------------- | ------------------------- | ------------- | ------------- | ------------- |
|               | Лейбористская             | Эшли Брамолл              | 17 959        | 52,46         | ▼4,47         |
|               | Консервативная            | Джон Локвуд               | 17 908        | 47,54         | ▲17,74        |
| Большинство   | Большинство               | Большинство               | 1851          | 4,92          | ▼22,21        |
| Явка          | Явка                      | Явка                      | 37 667        |               |               |
|               | Лейбористская (удержание) | Лейбористская (удержание) | Свинг         | ▼11,1         |               |

### Выборы 1950-х годов
Источник: .
| Парламентские выборы 1950: Бексли | Парламентские выборы 1950: Бексли                | Парламентские выборы 1950: Бексли                | Парламентские выборы 1950: Бексли | Парламентские выборы 1950: Бексли | Парламентские выборы 1950: Бексли |
| Партия                            | Партия                                           | Кандидат                                         | Голоса                            | %                                 | ±%                                |
| --------------------------------- | ------------------------------------------------ | ------------------------------------------------ | --------------------------------- | --------------------------------- | --------------------------------- |
|                                   | Консервативная                                   | Эдвард Хит                                       | 25 854                            | 46,0                              | ▲16,2                             |
|                                   | Лейбористская                                    | Эшли Брамолл                                     | 25 721                            | 45,7                              | ▼11,2                             |
|                                   | Либеральная                                      | Мэри Эдит Харт                                   | 4186                              | 7,4                               | ▼5,9                              |
|                                   | Коммунистическая                                 | Чарли Джоб                                       | 481                               | 0,9                               | новое                             |
| Большинство                       | Большинство                                      | Большинство                                      | 133                               | 0,2                               | Н/Д                               |
| Явка                              | Явка                                             | Явка                                             | 56 242                            | 88,7                              | ▲12,1                             |
|                                   | Консервативная (перехват у Лейбористской партии) | Консервативная (перехват у Лейбористской партии) | Свинг                             | ▲13,6                             |                                   |

| Парламентские выборы 1951: Бексли | Парламентские выборы 1951: Бексли | Парламентские выборы 1951: Бексли | Парламентские выборы 1951: Бексли | Парламентские выборы 1951: Бексли | Парламентские выборы 1951: Бексли |
| Партия                            | Партия                            | Кандидат                          | Голоса                            | %                                 | ±%                                |
| --------------------------------- | --------------------------------- | --------------------------------- | --------------------------------- | --------------------------------- | --------------------------------- |
|                                   | Консервативная                    | Эдвард Хит                        | 29 069                            | 51,45                             | ▲4,57                             |
|                                   | Лейбористская                     | Эшли Брамолл                      | 27 430                            | 48,55                             | ▲2,82                             |
| Большинство                       | Большинство                       | Большинство                       | 1639                              | 2,99                              | ▲2,75                             |
| Явка                              | Явка                              | Явка                              | 56 499                            | 87,80                             | ▼0,87                             |
|                                   | Консервативная (удержание)        | Консервативная (удержание)        | Свинг                             | ▲0,86                             |                                   |

| Парламентские выборы 1955: Бексли | Парламентские выборы 1955: Бексли | Парламентские выборы 1955: Бексли | Парламентские выборы 1955: Бексли | Парламентские выборы 1955: Бексли | Парламентские выборы 1955: Бексли |
| Партия                            | Партия                            | Кандидат                          | Голоса                            | %                                 | ±%                                |
| --------------------------------- | --------------------------------- | --------------------------------- | --------------------------------- | --------------------------------- | --------------------------------- |
|                                   | Консервативная                    | Эдвард Хит                        | 28 610                            | 54,27                             | ▲2,73                             |
|                                   | Лейбористская                     | Руби Минни                        | 24 111                            | 45,73                             | ▼2,82                             |
| Большинство                       | Большинство                       | Большинство                       | 4499                              | 8,54                              | ▲5,55                             |
| Явка                              | Явка                              | Явка                              | 42 721                            | 82,55                             | ▼5,25                             |
|                                   | Консервативная (удержание)        | Консервативная (удержание)        | Свинг                             | ▲2,76                             |                                   |

| Парламентские выборы 1959: Бексли | Парламентские выборы 1959: Бексли | Парламентские выборы 1959: Бексли | Парламентские выборы 1959: Бексли | Парламентские выборы 1959: Бексли | Парламентские выборы 1959: Бексли |
| Партия                            | Партия                            | Кандидат                          | Голоса                            | %                                 | ±%                                |
| --------------------------------- | --------------------------------- | --------------------------------- | --------------------------------- | --------------------------------- | --------------------------------- |
|                                   | Консервативная                    | Эдвард Хит                        | 32 025                            | 57,79                             | ▲3,52                             |
|                                   | Лейбористская                     | Эшли Брамолл                      | 23 392                            | 42,21                             | ▼3,52                             |
| Большинство                       | Большинство                       | Большинство                       | 8633                              | 15,58                             | ▲7,04                             |
| Явка                              | Явка                              | Явка                              | 55 517                            | 85,38                             | ▼2,83                             |
|                                   | Консервативная (удержание)        | Консервативная (удержание)        | Свинг                             | ▲3,52                             |                                   |

### Выборы 1960-х годов
Источник: .
| Парламентские выборы 1964: Бексли | Парламентские выборы 1964: Бексли | Парламентские выборы 1964: Бексли | Парламентские выборы 1964: Бексли | Парламентские выборы 1964: Бексли | Парламентские выборы 1964: Бексли |
| Партия                            | Партия                            | Кандидат                          | Голоса                            | %                                 | ±%                                |
| --------------------------------- | --------------------------------- | --------------------------------- | --------------------------------- | --------------------------------- | --------------------------------- |
|                                   | Консервативная                    | Эдвард Хит                        | 25 716                            | 47,4                              | ▼10,4                             |
|                                   | Лейбористская                     | Лесли Леонард Ривз                | 21 127                            | 38,9                              | ▼3,3                              |
|                                   | Либеральная                       | Питер МакАртур                    | 6161                              | 11,4                              | новое                             |
|                                   | Лига против общего рынка          | Джон Пол                          | 1263                              | 2,3                               | новое                             |
| Большинство                       | Большинство                       | Большинство                       | 4589                              | 8,5                               | ▼7,1                              |
| Явка                              | Явка                              | Явка                              | 54 227                            | 84,5                              | ▼0,9                              |
|                                   | Консервативная (удержание)        | Консервативная (удержание)        | Свинг                             | ▼3,6                              |                                   |

| Парламентские выборы 1966: Бексли | Парламентские выборы 1966: Бексли | Парламентские выборы 1966: Бексли | Парламентские выборы 1966: Бексли | Парламентские выборы 1966: Бексли | Парламентские выборы 1966: Бексли |
| Партия                            | Партия                            | Кандидат                          | Голоса                            | %                                 | ±%                                |
| --------------------------------- | --------------------------------- | --------------------------------- | --------------------------------- | --------------------------------- | --------------------------------- |
|                                   | Консервативная                    | Эдвард Хит                        | 26 377                            | 48,1                              | ▲0,7                              |
|                                   | Лейбористская                     | Рассел Батлер                     | 24 044                            | 43,9                              | ▲5,0                              |
|                                   | Либеральная                       | Ричард Фолкнер Ллойд              | 4405                              | 8,0                               | ▼3,4                              |
| Большинство                       | Большинство                       | Большинство                       | 2333                              | 4,2                               | ▼4,3                              |
| Явка                              | Явка                              | Явка                              | 54 826                            | 85,8                              | ▲1,3                              |
|                                   | Консервативная (удержание)        | Консервативная (удержание)        | Свинг                             | ▲2,1                              |                                   |

### Выборы 1970-х годов
Источник: .
| Парламентские выборы 1970: Бексли | Парламентские выборы 1970: Бексли | Парламентские выборы 1970: Бексли | Парламентские выборы 1970: Бексли | Парламентские выборы 1970: Бексли | Парламентские выборы 1970: Бексли |
| Партия                            | Партия                            | Кандидат                          | Голоса                            | %                                 | ±%                                |
| --------------------------------- | --------------------------------- | --------------------------------- | --------------------------------- | --------------------------------- | --------------------------------- |
|                                   | Консервативная                    | Эдвард Ричард Хит                 | 27 075                            | 53,0                              | ▲3,9                              |
|                                   | Лейбористская                     | Джон Картрайт                     | 19 017                            | 37,2                              | ▼6,7                              |
|                                   | Либеральная                       | Эдвард Гаррисон                   | 3222                              | 6,3                               | ▼1,7                              |
|                                   | Независимый кандидат              | Эдвард Джеймс Хит                 | 938                               | 1,8                               | новое                             |
|                                   | Независимый консерватор           | Майкл Кони                        | 833                               | 1,6                               | новое                             |
| Большинство                       | Большинство                       | Большинство                       | 8058                              | 15,8                              | ▲11,6                             |
| Явка                              | Явка                              | Явка                              | 51 085                            | 76,2                              | ▼9,6                              |
|                                   | Консервативная (удержание)        | Консервативная (удержание)        | Свинг                             | ▲5,4                              |                                   |